# Gianni Rodríguez
Gianni Daniel Rodríguez Fernández (Montevideo, 7 de junio de 1994) es un futbolista uruguayo. Juega de lateral izquierdo en Deportes Santa Cruz de la Primera División B de Chile.

## Trayectoria
Su primer club fue Danubio Fútbol Club de Uruguay, jugando en las divisionales formativas.

## Selecciones nacionales juveniles
Ha sido internacional con las distintas Selecciones juveniles de Uruguay en varias ocasiones. Jugó un sudamericano Sub-15 y el Sudamericano Sub-17 de Ecuador 2011.
Integró el plantel de la Selección de Uruguay que jugó el Mundial Sub-20 de Turquía, logrando un segundo puesto.

### Participaciones en Sudamericanos
| Copa                        | Sede    | Resultado    |
| --------------------------- | ------- | ------------ |
| Sudamericano Sub-15 de 2009 | Bolivia | Cuarto lugar |
| Sudamericano Sub-17 de 2011 | Ecuador | Subcampeón   |

### Participaciones en Mundiales
| Mundial                               | Sede    | Resultado  |
| ------------------------------------- | ------- | ---------- |
| Copa Mundial de Fútbol Sub-17 de 2011 | México  | Subcampeón |
| Copa Mundial de Fútbol Sub-20 de 2013 | Turquía | Subcampeón |

### Participaciones en Juegos Panamericanos
| Copa                         | Sede   | Resultado     |
| ---------------------------- | ------ | ------------- |
| Juegos Panamericanos de 2011 | México | Tercer puesto |

## Clubes
| Club                   | País      | Año       | PJ | Goles |
| ---------------------- | --------- | --------- | -- | ----- |
| Danubio                | Uruguay   | 2012      | 0  | 0     |
| Benfica B              | Portugal  | 2012-2013 | 3  | 0     |
| Danubio                | Uruguay   | 2012-2013 | 14 | 0     |
| Benfica B              | Portugal  | 2013-2014 | 21 | 0     |
| Peñarol                | Uruguay   | 2014-2016 | 15 | 0     |
| Cerro                  | Uruguay   | 2017      | 22 | 0     |
| Sud América            | Uruguay   | 2017-2018 | 16 | 0     |
| Fénix                  | Uruguay   | 2018      | 15 | 0     |
| San Martín de San Juan | Argentina | 2018-2019 | 1  | 0     |
| Almería                | España    | 2019      | 0  | 0     |
| San Martín de San Juan | Argentina | 2020      | 9  | 0     |
| Lori Football Club     | Armenia   | 2020      | 5  | 0     |
| El Ejido               | España    | 2021      | 6  | 0     |
| Villa Teresa           | Uruguay   | 2021      | 2  | 0     |
| Sud América            | Uruguay   | 2022      | 23 | 1     |
| Boston River           | Uruguay   | 2023-2014 | 2  | 1     |
| Deportes Santa Cruz    | Chile     | 2025-Act. |    |       |

## Palmarés

### Campeonatos nacionales
| Título              | Club    | País    | Año     |
| ------------------- | ------- | ------- | ------- |
| Campeonato Uruguayo | Peñarol | Uruguay | 2015-16 |

### Torneos nacionales
| Título          | Club    | País    | Año     |
| --------------- | ------- | ------- | ------- |
| Torneo de Honor | Danubio | Uruguay | 2012    |
| Torneo Clausura | Peñarol | Uruguay | 2014-15 |
| Torneo Apertura | Peñarol | Uruguay | 2015-16 |